# Філіп Йоргенсен
Філіп Йоргенсен (дан. Filip Jörgensen, нар. 16 квітня 2002, Ломма, Швеція) — данський футболіст, воротар англійського клубу «Челсі».

## Ігрова кар'єра

### Клубна
Філіп Йоргенсен народився у шведському місті Ломма. Він пройшов через юнацькі команди шведського клубу «Мальме» та іспанського «Мальорка». У 2017 році воротар приєднався до футбольної академії іспанського «Вільярреала».
У жовтні 2020 року Йоргенсен дебютував у складі «Вільярреала В» у турнірі Сегунда В. У наступному місяці він підписав з клубом контракт до 2025 року. Першу гру в головній команді клубу Йоргенсен провів 15 грудня 2021 року у матчі на Кубок Іспанії. В чемпіонаті країни воротар вперше зіграв 30 січня 2023 року проти «Райо Вальєкано».
30 липня 2024 року перейшов у англійський «Челсі», підписавши контракт на сім років.

### Збірна
Філіп Йоргенсен народився у Швеції, його мама шведка за походженням. Свою міжнародну кар'єру футболіст починав в юнацьких збірних Швеції. У 2021 році Йоргенсен дебютував у складі молодіжної збірної Данії.

## Титули та досягнення
Челсі
- Переможець Ліги конференцій УЄФА: 2025
- Переможець Клубного чемпіонату світу: 2025